# Stare Koluszki
Koluszki [pronunciación en polaco: /ˈstarɛ kɔˈluʂki/] es un pueblo ubicado en el distrito administrativo de Gmina Brzeziny, dentro del condado de Brzeziny, Voivodato de Łódź, en el centro de Polonia. Se encuentra a unos 5 kilómetros al sureste de Brzeziny y a 23 kilómetros al este de la capital regional Łódź.
El pueblo tiene una población de 180 habitantes.